# Rojanivka, Zalișciîkî
Rojanivka (în ucraineană Рожанівка) este un sat în comuna Solone din raionul Zalișciîkî, regiunea Ternopil, Ucraina.

## Demografie
Componența lingvistică a localității Rojanivka
     Ucraineană (99,86%)
     Alte limbi (0,14%)
Conform recensământului din 2001, majoritatea populației localității Rojanivka era vorbitoare de ucraineană (99,86%), existând în minoritate și vorbitori de alte limbi.